# Знаме на Белуджистан
Знамето на Белуджистан се използва най-често от националистическите движения на белуджите. Цветове и изображенията на знамето символизират следното:
- Зелено: Цвета на просперитета – сухата безплодна земя на Белуджистан оцветени след валежите.

- Червено: Цвят на кръв, смелост и доблест – белуджките мъченици които гордо пожертват живота си и проливат кръвта си за свободата на Белуджистан.

- Син: Цвета на океана и небето, което означава бдителност, постоянство и правосъдие.

- Бял: Цвят на мир, чистота и невинност – белуджите искат да живеят в мир и хармония като свободна нация.

- Въстание: Знак за едно ново начало – белуджите започват новия ден като свободна нация.

|  | Тази страница частично или изцяло представлява превод на страницата Flag of Balochistan в Уикипедия на английски. Оригиналният текст, както и този превод, са защитени от Лиценза „Криейтив Комънс – Признание – Споделяне на споделеното“, а за съдържание, създадено преди юни 2009 година – от Лиценза за свободна документация на ГНУ. Прегледайте историята на редакциите на оригиналната страница, както и на преводната страница, за да видите списъка на съавторите. ВАЖНО: Този шаблон се отнася единствено до авторските права върху съдържанието на статията. Добавянето му не отменя изискването да се посочват конкретни източници на твърденията, които да бъдат благонадеждни. |